# Luiz Sayão
Luiz Alberto Teixeira Sayão (São Paulo, 19 de abril de 1963) é um pastor batista, teólogo, linguista, tradutor bíblico e hebraísta brasileiro.

## Formação e carreira
É mestre em hebraico pela Universidade de São Paulo, graduando-se em 2000 com a dissertação "O problema do mal no livro de Habacuque". É tradutor bíblico de autoridade reconhecida, tendo coordenado, nessa especialidade, a comissão que traduziu para o português a Nova Versão Internacional, lançada oficialmente no Brasil a 3 de março de 2001, em cerimônia realizada em São Paulo; assim como coordenou a versão Almeida Século 21, vários anos depois.  Em 2004 a revista evangélica Eclésia descrevia-o como "um dos maiores especialistas brasileiros em Bíblia Sagrada".
Em 2003, lecionava sobre a temática bíblica na Faculdade Teológica Batista de São Paulo e no Seminário Servos de Cristo.
Em 2015, era reitor do seminário Batista do Sul do Brasil, no Rio de Janeiro.
Foi um dos 30 preletores que participaram na 21.ª edição do evento evangélico Encontro para Consciência Cristã, realizado em agosto de 2019 em Campina Grande.
Em 2020, era pastor sênior da Igreja Batista Nações Unidas e professor no Seminário Martin Bucer.
Entre 2020 e 2022 apresentou um programa na rádio RTM Brasil, acerca de perguntas e respostas sobre questões cristãs em geral, feitas pelos ouvintes, chamado "Conversando com Luiz Sayão".
Em janeiro de 2021, assumiu a Direção Acadêmica da Faculdade Teológica Batista de São Paulo.
Em fevereiro de 2021, teve seu artigo apagado da Wikipédia.

## Obra publicada
Em 1998, editou a obra "Novo Testamento Trilingue: Grego português e Inglês" ISBN 978-85-2750-263-4. Foi um dos tradutores do "Dicionário internacional de teologia do Antigo Testamento" ISBN 978-85-2750-188-0, publicado nesse mesmo ano.
Em 2000, foi publicada a sua dissertação de mestrado da Universidade de São Paulo, "O problema do mal no livro de Habacuque".
Em 2001, publicou "NVI: a bíblia do século 21" ISBN 978-85-7367-535-1, sobre a Nova Versão Internacional, cuja comissão de tradução coordenara nesse mesmo ano.
Em 2012, publicou a "Bíblia de Estudo Esperança" ISBN 978-85-2750-485-0, pela editora Vida Nova.
Em 2016, publicou a "Bíblia Brasileira de Estudo" ISBN 978-85-7742-113-8, pela editora Hagnos.